# Cordillère de la Costa (Venezuela)
Pour les articles homonymes, voir Cordillère de la Costa.
La cordillère de la Costa est une chaîne de montagne d'Amérique du Sud située au Venezuela. Elle est située à l'est de la cordillère de Mérida, au nord-est des Andes, de l'État de Lara à l'État de Sucre.

## Géographie

### Topographie
La cordillère se décompose en deux massifs distincts : la serranía del Litoral le long de la mer des Caraïbes et la serranía del Interior à l'intérieur des terres.

### Faune et flore
De nombreuses espèces sont endémiques de la région de la cordillère de la Costa, comme Margaritolobium luteum.